# Tobisgrissla
Tobisgrissla (Cepphus grylle) är en fågel som tillhör familjen alkor. Den häckar i stenskravel nästan cirkumpolärt i nordligaste Nordamerika, Europa och Asien, men även utmed Atlantkusten, i Europa söderut till Irland, samt i Östersjön. Arten känns i sommardräkt igen på sin helsvarta dräkt, vita vingfläckar och lysande röda fötter. Globalt anses tobisgrisslan vara livskraftig. I Sverige har den dock minskat kraftigt i Östersjön till följd av predation från mink och kategoriseras som nära hotad.

## Utseende och läte

### Utseende

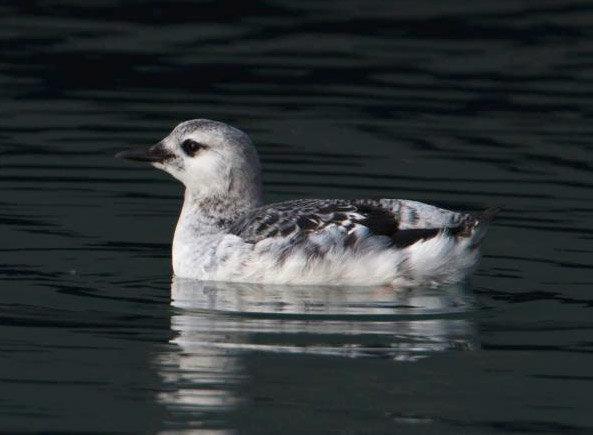
Tobisgrissla i första årets vinterdräkt.

Tobisgrisslan är med kroppslängden 34–37 cm och vingspannet 52–58 cm tydligt mindre än andra alkor som tordmulen och sillgrisslan, men större än lunnefågeln. Den har spetsig näbb, päronformad kropp och relativt litet huvud. Liksom andra alkor flyger den tätt över vattnet med snabba, svirrande vingslag. Om sommaren är fjäderdräkten helt svart utom en stor vit vingfläck och röda ben. Jämfört med hane av svärta, som den kan påminna om, skiljer den sig tydligt i flykten med de för alkorna typiskt svirrande vingslagen och den baktunga profilen. 

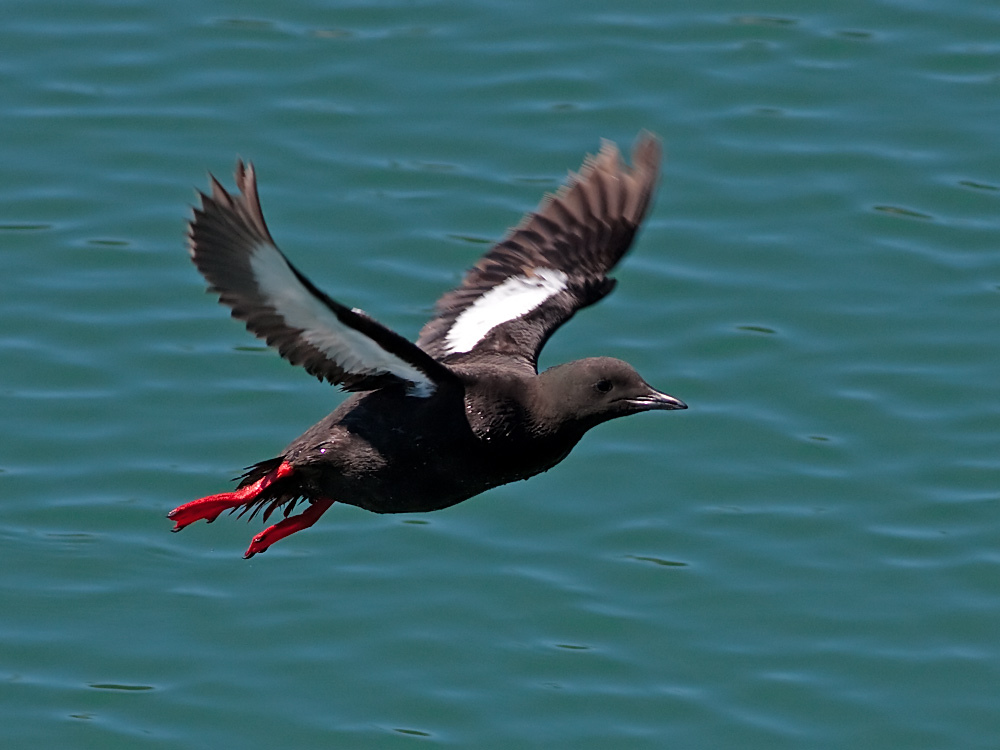
I flykten är de vita vingfläckarna en slående karaktär.

På vintern skiftar färgen på huvudet och undersidan till vitt, medan ovansidan är tvärvattrad. Vingarna behåller dock sina färger. Könen är lika. I juvenil dräkt påminner den om adult i vinterdräkt, men ovansidan är mörkare och brunare. Ettåriga fåglar i sommardräkt kan särskiljas från adulta individer på de brunspräckligare vingfläcken på ovansidan och att den vita vingfläcken på undersidan är också är spräcklig. Övrig dräkt är brunare än den adulta svarta fjäderdräkten.
Tobisgrisslan delas upp i fem underarter som skiljs åt genom midre morfologiska skillnader, som vinglängd, näbblängd och mängden vitt på vingen. Den subarktiska underarten mandtii som lever längst norrut särskiljs på sin större vita vingfläck och att den är mycket ljusare i vinterdräkt.

### Läte
Från spelande hanar hörs ramsor av fint pipiga "sipp-sipp-sipp-...", ibland även sågande "sipp-sy-sipp-sy-sipp-sy..." och utdragna "siiiiiyy".

## Utbredning och systematik
Tobisgrisslan häckar på steniga stränder, klippor och öar i norra Atlanten, i Europa söderut till Irland, i arktiska delar av Asien och i Nordamerika söderut till Maine och västerut till Alaska. De övervintrar ofta i häckningsområdet, men kan också flytta något söderut på vintern. Om vattnet fryser flyttar de ut till öppet vatten. Arten delas in i fem underarter i två distinkta grupper:
- nordlig tobisgrissla[6] Cepphus grylle mandtii – arktiska östra Nordamerika och arktiska norra Palearktis
- grylle-gruppen
  - atlanttobisgrissla[7] Cepphus grylle arcticus – subarktiska östra Nordamerika och södra Grönland till Brittiska öarna och Skandinavien
  - Cepphus grylle faeroeensis – Färöarna
  - östersjötobisgrissla[7] Cepphus grylle grylle – Östersjön
  - Cepphus grylle islandicus – Island

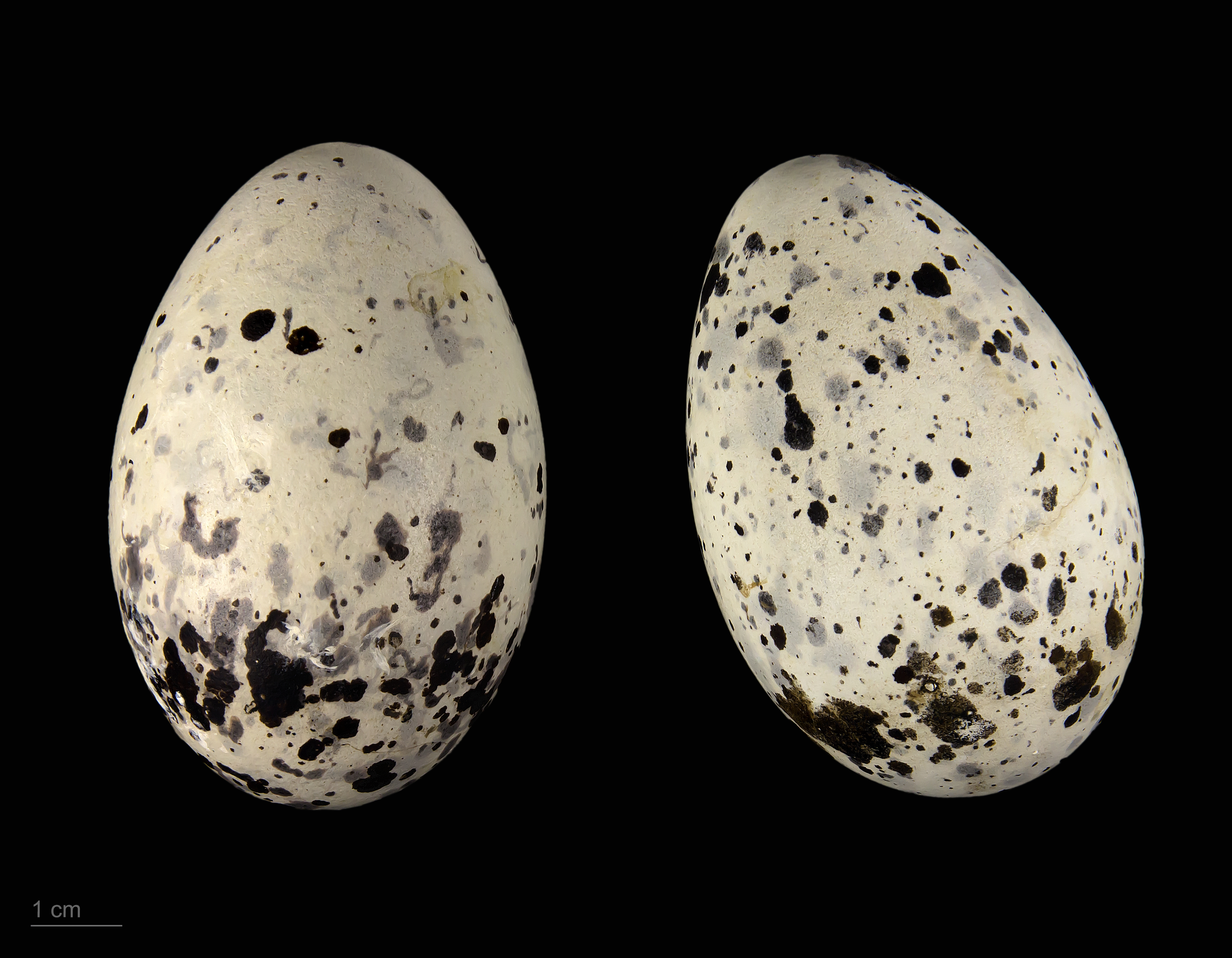
Cepphus grylle grylle

### Förekomst i Sverige
I Sverige häckar atlanttobisgrissla (arcticus) dels i på Västkusten från Bohuslän till nordvästra Skåne, dels östersjötobisgrissla (grylle) i Östersjön på Gotland och norrut från Östergötland till finska gränsen. Östersjötobisgrissla övervintrar i södra och mellersta delen av Östersjön, medan de på Västkusten i stor utsträckning flyttar till danska farvatten i Kattegatt.

### Släktskap
Trots namnet hör tobisgrisslan inte till släktet grisslor (Uria), dit bland annat sillgrisslan hör. Istället är den en del av släktet Cepphus tillsammans med de två arterna beringtejst och glasögontejst, som båda förekommer i norra Stilla havet och Berings sund. Tejsterna utgör en systergrupp till en klad alkor där grisslorna i Uria ingår, men även alkekungen, tordmulen, den utdöda garfågeln och alkorna i Synthliboramphus.

## Ekologi
Tobisgrisslan häckar i små kolonier eller enstaka par i stenskravel och klippskrevor utmed klippiga kuster eller på öar. I Sverige har den på grund av minken trängts ut till ytterskärgårdar eller öar långt utanför fastlandet. De kolonier som finns kvar nära fastlandet är i branta stup omgärdade av vidsträckta vattenområden. 
Fågeln är mycket ortstrogen och häckar monogamt i par som håller ihop i flera år. Den lägger två ägg oftast i en spricka i berget eller i en hålighet under en sten, men ibland även under ilandflutet virke eller i en jordhåla. Äggen värps i maj, ruvas i 28–29 dygn och ungarna stannar i boet ytterligare 35 dagar. Därefter överges de helt av föräldrarna och tar sig själva ner till vattnet för att lära sig söka föda på egen hand. 

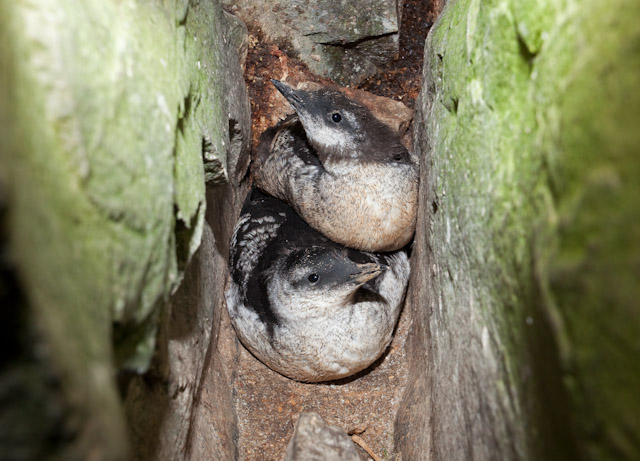
Ungar på bo.

Tobisgrisslan dyker från ytan och simmar under vattnet efter födan, huvudsakligen fisk och kräftdjur men också en del blötdjur, insekter och växtdelar. Viktigaste bytet i Östersjön är tånglaken och på Sveriges västkust tejstefisk.

## Tobisgrissla och människan

### Status och hot
Arten har ett stort utbredningsområde och en stor population med oklar populationsutveckling. Utifrån dessa kriterier kategoriserar internationella naturvårdsunionen IUCN arten som livskraftig (LC). 1996 uppskattades världspopulationen till mellan 400 000 och 700 000 individer. 2015 uppskattade dock Birdlife International beståndet i Europa till mellan 304 000 och 742 000 individer, vilket extrapolerat på hela utbredningsområdet skulle ge en större världspopulation mellan cirka 400 000 och 1,5 miljoner individer.

#### Status i Sverige
På Västkusten tycks tobisgrisslans bestånd vara stabilt eller svagt ökande. 1993–1994 uppskattades det till 637 par. I Östersjön har den de senaste decennierna minskat kraftigt utmed kusten från Småland till Uppland. I Småland finns bara några enstaka par kvar, i Östergötland några tiotal och i Stockholms skärgård minskade beståndet från 5 300 par 1975 till 1 200 par 1999. Å andra siden har den ökat kraftigt i norra Bottenhavet och i norra Kvarken. Det svenska beståndet har totalt sett minskat med 20 % de senaste 20 åren och uppskattas till 11 000 par, inklusive en mindre del icke häckande individer. Sedan 2010 upptas arten som nära hotad på Artdatabankens rödlista.
Det största hotet mot tobisgrisslan är predation från den invasiva minken. Under 2005 blev Sveriges största koloni av tobisgrisslor, cirka 2 600 individer på Malgrundet i Västerbotten, helt utplånad av minkar.

### Namn
Tobisgrisslan har även kallats för grisla, gresla eller Olle drucken. I norra Bohuslän kallades den iste eller tiste och persupp. Det förra syftar på en adult individ i sommardräkt medan det senare syftar på en individ i vinter- eller ungfågeldräkt. Andra äldre dialektala namn är iste i Skåne, grylla, grylle, grautle och sillknipare på Gotland och gröttla i Kalmar. Andra namn är tejst, teiste och teste, som även kan avse fisken tejstefisk (Pholis gunnellus), vilket är fågelns huvudföda.